# Finnboge rammes saga
Finnboge rammes saga (isl. Finnboga saga ramma) är en av islänningasagorna. Den utspelar sig i Flateyjardalen i Södra Tingeyjarsyslan på norra Island. Flateyjardalen ligger vid bukten Skjálfandi. Handlingen äger rum på 900-talet. 

## Handling
Sagan handlar om hjälten Finnboge Åsbjörnsson. Han sattes ut i ödemarken som barn, uppfostrades av ett backstugupar, och fick namnet Urdarkatt. Så småningom erkände hans far faderskapet och gav honom namnet Finneboge. Finnboge gav sig ut i världen och fick tillnamnet "ramme" (den starke) av Jon grekerkungen i Miklagård. Han kom hem som en stor man, men låg i fejd med sina grannar. Han tvingades därför flytta, och dog som gammal man i Trékyllisvík i området Strandasýsla längre västerut.

## Tillkomst, manuskript och översättning
Sagan är troligen skriven tidigt under 1300-talet. Den finns bevarad i Möðruvallabók, AM 132 fol., och i en sen pergamentshandskrift, kallad Tómasarbók (AM 510 qu.). Sagan trycktes först i Köpenhamn år 1812.
Sagan är översatt till svenska av Åke Ohlmarks (1964).

## Översättningar
- Die Geschichte von Finnbogi dem Starken. Übersetzt von Frank Fischer. In: Fünf Geschichten aus dem westlichen Nordland übersetzt von Frank Fischer, und Walther Heinrich Vogt. Neuausgabe mit einem Nachwort von Helmut Voigt. Düsseldorf: E. Diederichs, 1964. (Sammlung Thule: altnordische Dichtung und Prosa. Band Nr. 10). Seiten 127-205.
- Finnboge rammes saga. Övers. av Åke Ohlmarks. I: De isländska sagorna. I tolkning, med skaldevers och kommentar av Åke Ohlmarks. Fjärde bandet. Stockholm: Steinviks bokförlag, 1964. S. 421-475.
- Soga um Finnboge den ramme. Overs. av Aslak Tonna. I: Islandske sogor - Fljotsdøla og Finnboge den ramme. Från gamalnorsk av Aslak Tonna. Ny gjenomset utg. Oslo: Norsk barneblads forlag, 1943. S. 69-120.
- The saga of Finnbogi the Strong. Translated by W. Bryant Bachman, Jr., and Guðmundur Erlingsson. Lanham: University Press of America, 1990.
- The Saga of Finnbogi the Mighty. Translated by John Kennedy. In: Viðar Hreinsson (General Editor), The Complete Sagas of Icelanders including 49 Tales. Volume III. Reykjavík: Leifur Eiríksson Publishing, 1997. Seiten 221-270. ISBN 9979-9293-3-2